# Unabhängigkeitserklärung der Ukraine

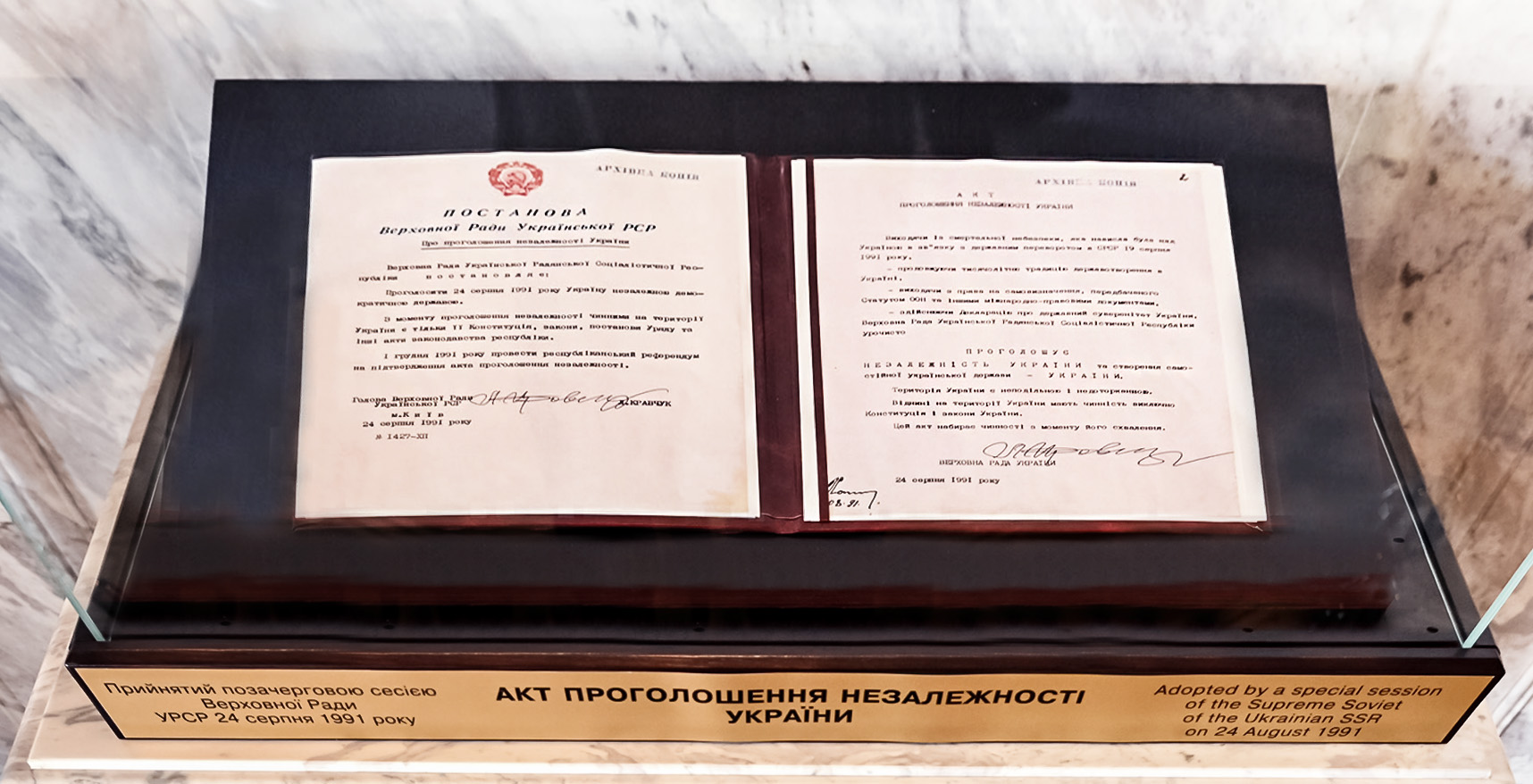
Die Unabhängigkeitserklärung der Ukraine (rechts) und der Beschluss der Werchowna Rada der Ukrainischen Sozialistischen Sowjetrepublik über diese und das Referendum

Die Unabhängigkeitserklärung der Ukraine erfolgte am 24. August 1991, seither ist dieses Datum der Unabhängigkeitstag der Ukraine und der Nationalfeiertag des Landes. Ein Referendum über die Unabhängigkeit bestätigte am 1. Dezember 1991 die Erklärung mit einer Mehrheit von 90,3 Prozent der abgegebenen Stimmen. Am folgenden Tag erkannten Russland, Kanada und Polen die Unabhängigkeit der Ukraine an.

## Geschichte
Die Ukrainer bewohnten um 1700 ein Gebiet, das in sieben unterschiedliche Herrschaftsbereiche aufgesplittert war:
1. Das linksufrige Hetmanat mit Kiew, eine autonome Region Russlands
2. Die Sloboda-Ukraine um Charkiw als Teil des Russischen Reichs
3. Die von Russland weitgehend unabhängige Saporoger Sitsch
4. Die rechtsufrige Ukraine als Teil Polen-Litauens
5. Die Gebiete von Galizien, Chełm und Podlachien des polnischen Königreichs
6. Die ungarische Karpatenukraine der Habsburgermonarchie
7. Die nördliche Bukowina im Fürstentum Moldau unter Osmanischer Oberherrschaft[2]

Unter Katharina der Großen, Zarin von 1762 bis 1796, konnte Russland sein Territorium auf dem Gebiet der heutigen Ukraine erheblich ausweiten. Mit Ausnahme der Gebiete um Lemberg, Stanislau und Tarnopol, die 1772 zum habsburgischen Königreich Galizien und Lodomerien kamen, fiel der östliche Teil Polen-Litauens bei den Teilungen des Landes an Russland. Hinzu kam durch Annexion 1783 das Khanat der Krim sowie 1792 das Gebiet um Odessa, das zuletzt zum Osmanischen Reich gehört hatte.
Nach der Februarrevolution 1917 bildete die Zentralna Rada die provisorische Regierung ihres Generalsekretariats. Am 20. November 1917 proklamierte sie die Ukrainische Volksrepublik als autonomen Staat. Zum 22. Januar 1918 wurde die volle Unabhängigkeit der Ukrainischen Volksrepublik verkündet. Die Westukrainische Volksrepublik, die nach dem Zusammenbruch Österreich-Ungarns in Ostgalizien entstanden war, vereinigte sich im Januar 1919 mit der Ukrainischen Volksrepublik. Die Bolschewiki gründeten die Ukrainische Sozialistische Sowjetrepublik (USSR) und eroberten bis 1920 den Ostteil des Landes, während Józef Piłsudski im Polnisch-Ukrainischen Krieg den Westteil bis 1921 unter die Kontrolle der Zweiten Polnischen Republik brachte. Die USSR wurde 1922 Teil der Sowjetunion.
In der Zeit des Holodomors starben in den 1930er Jahren drei bis vier Millionen Ukrainer an Hunger, während die Sowjetunion 1933 fast zwei Millionen Tonnen Getreide exportierte, um die Industrialisierung des Landes zu finanzieren. In der Zeit des Großen Terrors erfolgte der „bisher umfangreichste Schlag gegen eine nichtrussische Elite der Sowjetunion“. Ukrainische Kader wurden massenhaft entlassen und vermehrt durch Russen ersetzt. Etwa drei Viertel der Parteiführung wurde ausgewechselt, von den 102 Mitgliedern und Kandidaten des Zentralkomitees waren 1939 weniger als zehn am Leben. Hunderte von Angehörigen der ukrainischen Intelligenz wurden inhaftiert und hingerichtet, andere kamen in den Lagern des Gulag um.
Nach dem Zweiten Weltkrieg kam die Westukraine bei der Westverschiebung Polens an die Ukrainische SSR (USSR), hinzu kamen die Karpatoukraine, der Norden der Bukowina sowie Teile Bessarabiens. Die Autonome Sozialistische Sowjetrepublik der Krim wurde 1921 in die RSFSR eingegliedert und 1945 in die Oblast Krim umgewandelt. Die Oblast wurde im Jahre 1954 in die Ukrainische Sozialistische Sowjetrepublik eingegliedert.
Nach dem gescheiterten Augustputsch in Moskau verabschiedete die Werchowna Rada, der ehemalige Oberste Sowjet der USSR, am 24. August 1991 die formelle Unabhängigkeitserklärung. Der Jurist und Bürgerrechtler Lewko Lukjanenko gilt als Hauptautor der Erklärung. Unterzeichner war Leonid Krawtschuk als Präsident der Werchowna Rada. Die Unabhängigkeitserklärung bezog sich mit dem Wort „Verfassung“ auf die Verfassung der Ukrainischen Sozialistischen Sowjetrepublik; sie wurde 1996 durch die Verfassung der Ukraine abgelöst.
Die Unabhängigkeit der Ukraine wurde am 1. Dezember 1991 durch ein Referendum bestätigt. Die Gesamtbevölkerung der Ukraine, von denen 73 Prozent Ukrainer waren, stimmte mit 90 Prozent der abgegebenen Stimmen für die Unabhängigkeit. Auf der Krim stimmten 54,2 Prozent der Wähler bei geringer Wahlbeteiligung für die Unabhängigkeit. Bei der gleichzeitigen Direktwahl des Präsidenten der Ukraine setzte sich Leonid Krawtschuk mit 61,6 Prozent der Stimmen durch. Die Wahlbeteiligung lag bei 84 Prozent. Am 5. Dezember 1991 wurde Krawtschuk als erster Präsident der Ukraine in sein Amt eingeführt. Der Staat beschloss am 8. Dezember 1991 mit Russland und Belarus die Gründung der Gemeinschaft Unabhängiger Staaten (GUS, siehe Belowescher Vereinbarungen). Autonomierechte wurden der Krim im April 1992 eingeräumt.
Die Grenze der Ukraine zu Russland wurde durch den russisch-ukrainischen Freundschaftsvertrag vom 31. Mai 1997 bestimmt. Nach der Annexion der Krim 2014 lief der Vertrag zum 31. März 2019 aus. Am 24. Februar 2022 erfolgte mit dem russischen Überfall auf die Ukraine ein Angriff auf die völkerrechtlich anerkannte Unabhängigkeit des Landes.

## Unabhängigkeitserklärung der Ukraine
AKTE

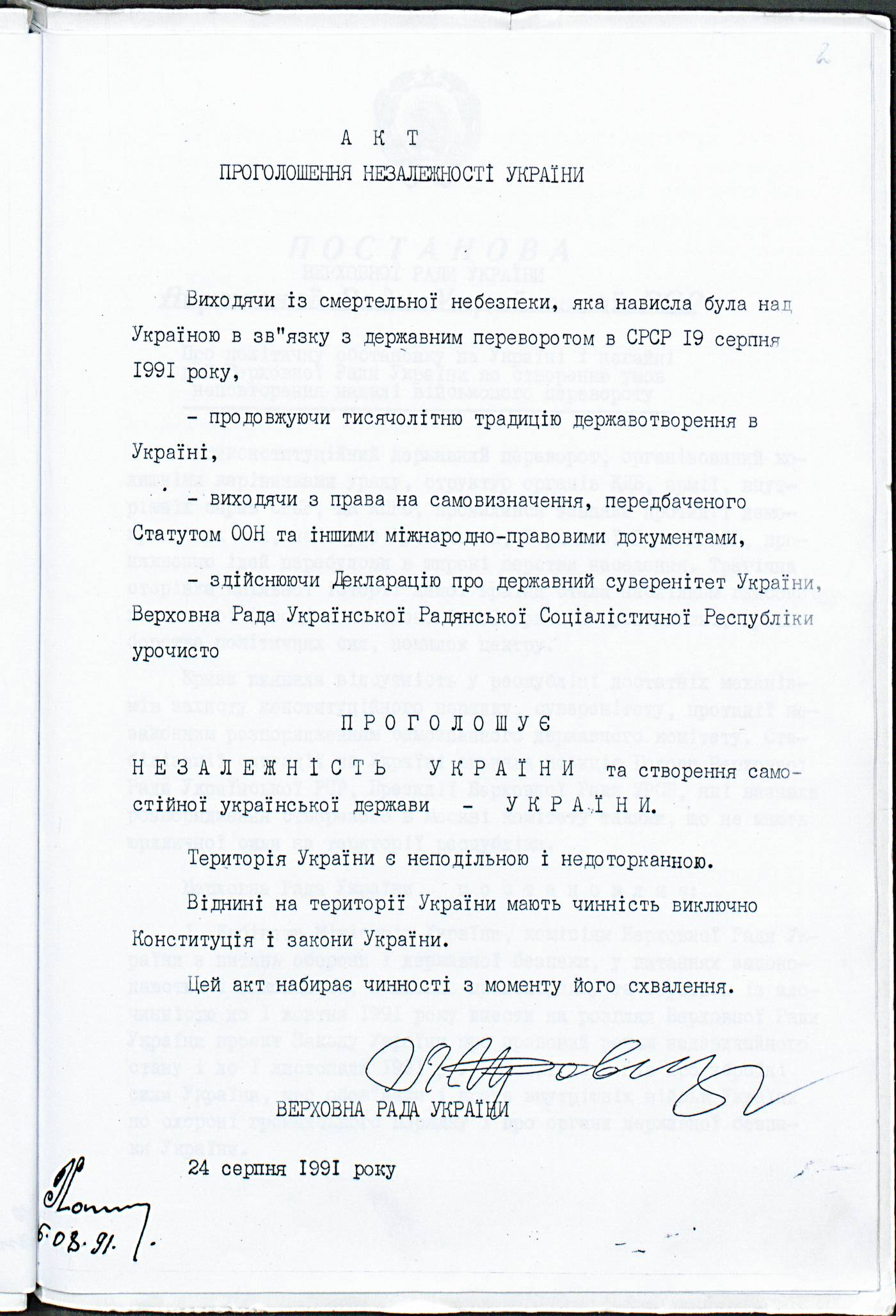
Die Unabhängigkeitserklärung

der Unabhängigkeitserklärung der Ukraine
Angesichts der tödlichen Gefahr für die Ukraine im Zusammenhang mit dem Staatsstreich in der UdSSR am 19. August 1991,
- in Fortsetzung der tausendjährigen Tradition der staatlichen Entwicklung in der Ukraine,
- ausgehend vom Recht einer Nation auf Selbstbestimmung gemäß der Charta der Vereinten Nationen und anderer internationaler Rechtsdokumente, und
- die Erklärung der staatlichen Souveränität der Ukraine umsetzend,

[verkündet] die Werchowna Rada der Ukrainischen Sozialistischen Sowjetrepublik feierlich die
ERKLÄRUNG

DER UNABHÄNGIGKEIT DER UKRAINE und der Schaffung eines unabhängigen ukrainischen Staates – der UKRAINE.
Das Territorium der Ukraine ist unteilbar und unantastbar.
Von heute an gelten auf dem Territorium der Ukraine ausschließlich die Verfassung und die Gesetze der Ukraine.
Dieses Gesetz tritt im Moment seiner Genehmigung in Kraft.
Werchowna Rada der Ukraine, 24. August 1991.

## Belege
1. ↑  Dokumente „№ 1431-XII“ und „№ 1427-XII“ (links) der Werchowna Rada.
2. ↑  Andreas Kappeler: Kleine Geschichte der Ukraine. Siebte Auflage. Beck, München 2022. S. 72.
3. ↑  Andreas Kappeler: Kleine Geschichte der Ukraine. S. 200–202.
4. ↑  Andreas Kappeler: Kleine Geschichte der Ukraine. S. 203.
5. ↑  The Transfer of Crimea to Ukraine. International Committee for Crimea, Juli 2005, abgerufen am 25. März 2007.
6. ↑  Andreas Kappeler: Kleine Geschichte der Ukraine. S. 253.